# Vrbje, Kostanjevica na Krki
Vrbje este o localitate din comuna Kostanjevica na Krki, Slovenia, cu o populație de 13 locuitori.